# Листок конюшини (транспортна розв'язка)

Схема «листка конюшини» з колекторами.

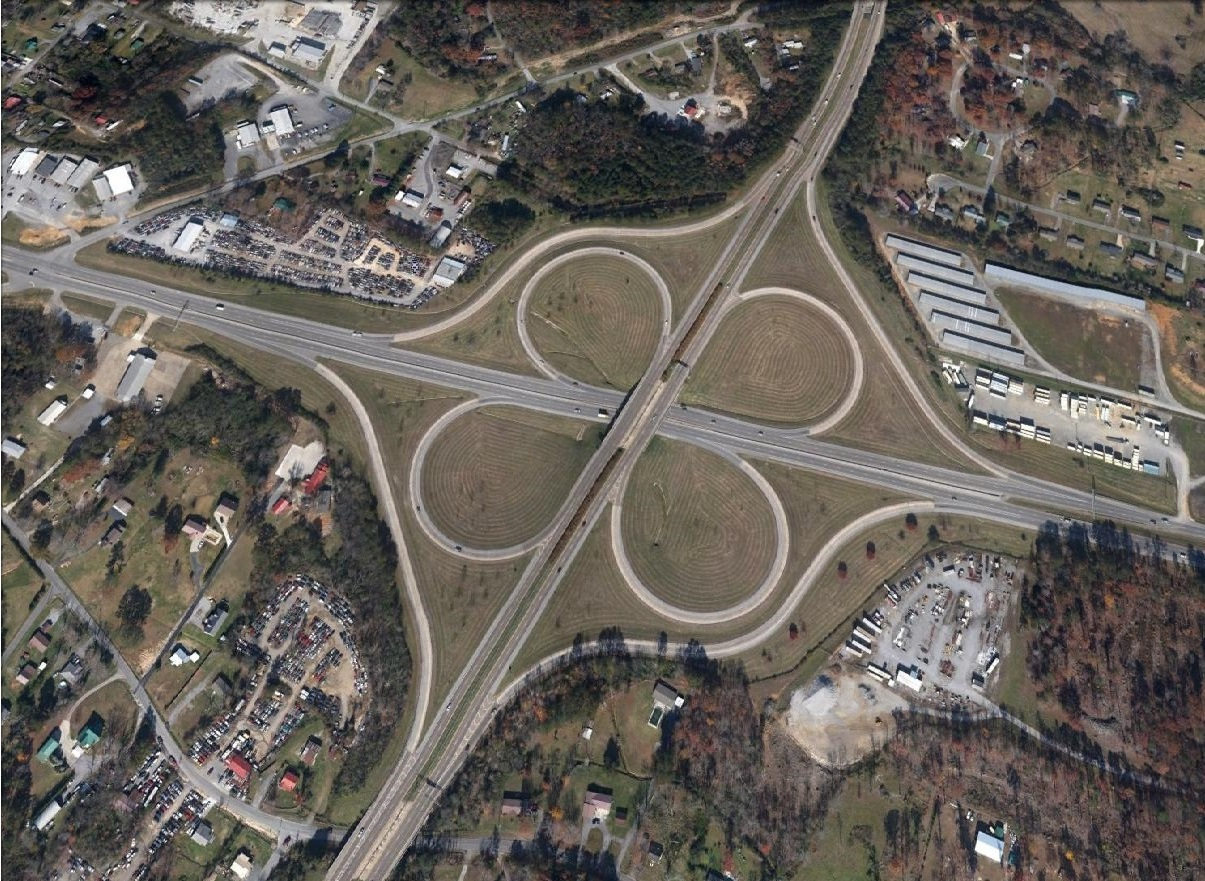
«Листок конюшини» на перехресті автомагістралей I-74 і I-64 (Клівленд (Теннессі)).

«Листок конюшини» (англ. cloverleaf interchange) — транспортна розв'язка на двох рівнях із чотирма напрямками, у якій для лівих поворотів застосовують петлеподібні з'їзди (рампи). Тобто замість повороту ліворуч на 90° авто здійснює поворот праворуч на 270°.
Розв'язка за стандартною схемою має один шляхопровід, чотири лівоповоротні рампи (270°±) та чотири прямі правоповоротні рампи (90°±). Зазвичай, мостом прокладають дорогу з меншою інтенсивністю руху.
Розв'язки, у яких наявні всі чотири петлі, називають повними. Повні схеми не завжди доцільні на перехрестях доріг із великою різницею в інтенсивності руху, тому в таких випадках застосовують «неповні» схеми – з трьома чи двома лівоповоротними петлями.
Уперше впроваджений у Нью-Джерсі (США, 1929), «листок конюшини» швидко набув популярності. У перші ж роки споруджено сотні таких розв'язок у багатьох країнах світу. Проте зі збільшенням інтенсивності руху та суворішими вимогами до організації руху транспортних потоків «листок конюшини» перестав задовольняти потреби у швидкій та зручній зміні напрямків руху. У наступні роки його застосування значно звузилося, а багато наявних «листків конюшини» зазнали перебудови.

## Загальний опис

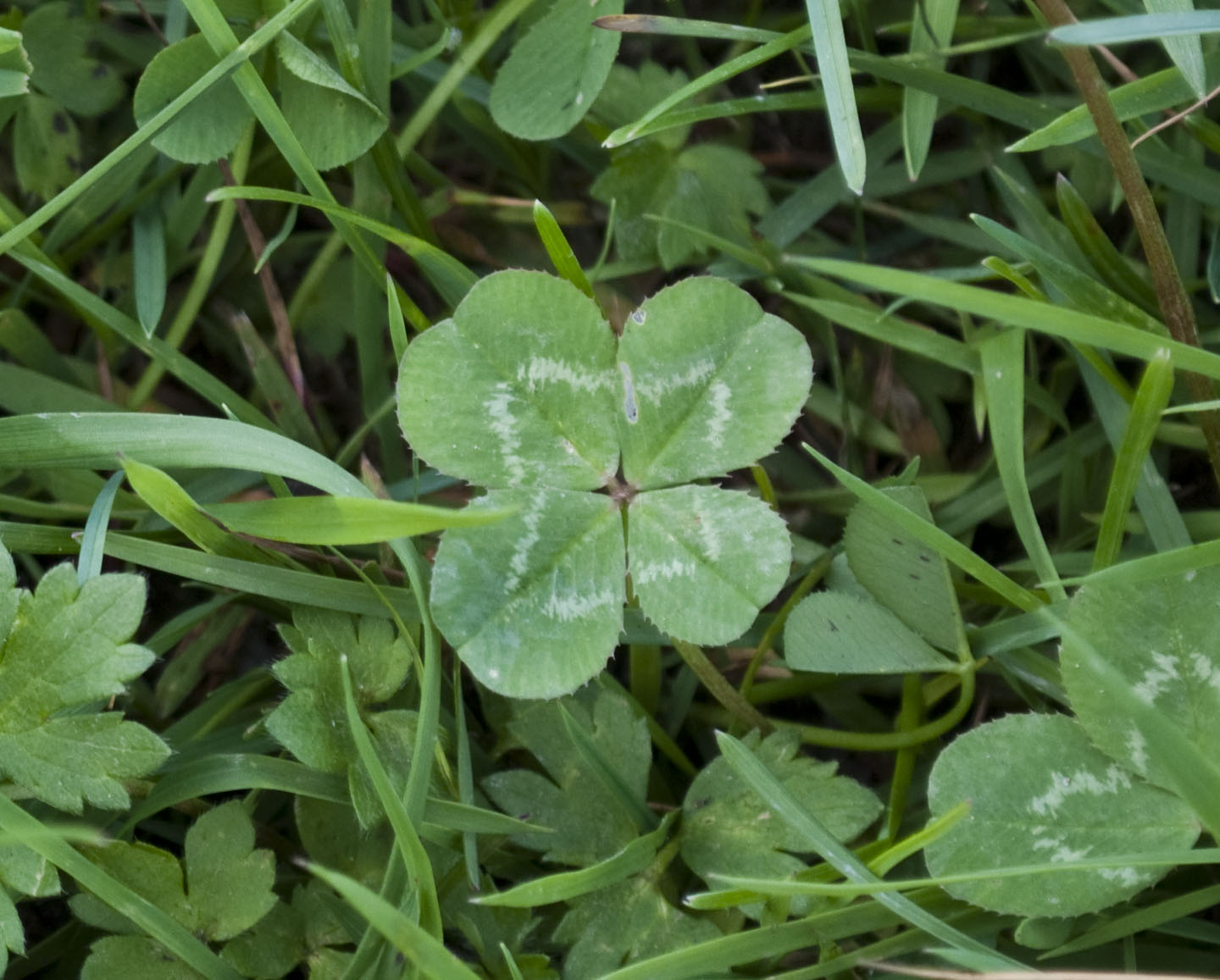
Чотирилисткова конюшина

Із висоти пташиного польоту схема розв'язки подібна до листка чотирилисткової конюшини — рідкісної варіації трилисткової конюшини.
У США такий тип транспортної розв'язки впроваджено задовго до появи мережі автомагістралей, спочатку — на перехрестях, де пропускна спроможність ромбоподібної схеми була вже недостатньою. Головною перевагою такої схеми була відсутність світлофорної сигналізації. Це дозволяло влаштовувати їх на перехрестях не лише автомагістралей, а й магістральних і артеріальних доріг, де світлофори стають причиною заторів.
У США схема «листка конюшини» швидко поширювалася з розвитком системи міжштатних автомагістралей.
У Європі така схема теж стала найпоширенішою.
У міських умовах рампами для «листка конюшини» слугують вулиці, а ділянки землі всередині рамп відводять для зелених насаджень. У цьому випадку, зазвичай, усі рампи мають прямокутну видовжену форму.
Застосування такої схеми для перехресть доріг на одному рівні трапляється надзвичайно рідко. Один із таких прикладів — перехрестя доріг County Route 571 і Hooper Ave біля містечка Томс-Рівер у Нью-Джерсі. Неподалік — на перехресті Main Street і Highway 37 — існує «пласка» розв'язка у вигляді неповного листка.
Ще одна подібна пласка розв'язка існувала колись на перехресті двох доріг (Lake Shore Blvd & Irving Park Rd, Чикаго) поблизу озера Мічиган. У США такі «пласкі» варіанти листка часто називають Jughandle cloverleaf або Mini-cloverleaf.

## Історія
Перший патент на транспортну розв'язку «листок конюшини» виданий у 1916 році Артуру Гале у США. Проте схема не зацікавила інженерів, оскільки стан доріг та транспортних засобів на той час не потребував таких дорогих споруд.
У 1927 році дещо спрощений варіант пропонувався для перехрестя доріг Lake Shore Drive і Irving Park Road в Чикаго (Іллінойс). У ньому в'їзні та виїзні рампи у квадрантах передбачалося сумістити в одну дорогу з двостороннім рухом. Проте, рішення було прийняте на користь ромбоподібної схеми.
1928 року збудована перша повноцінна розв'язка Woodbridge Cloverleaf на перехресті доріг Lincoln Highway і Amboy Avenue у Вудбрідж Тауншип (Нью-Джерсі)

. Вона відкрилася для проїзду в 1929. Інтенсивність автомобільного руху у штаті Нью-Джерсі перевищувала середньоамериканську всемеро, тому саме там вперше виникла потреба у дворівневих транспортних перехрестях.
За іронією долі, автор проєкту — Едвард Делано (англ. Edward Delano) — не знав про виданий раніше патент. За спогадами його дочки, ідею Едвард запозичив з обкладинки якогось інженерного журналу з Буенос-Айреса. На тому зображенні була схема організації руху в центральній частині Буенос-Айреса, яка нагадувала плаский варіант (без моста) сучасного «листка конюшини». Едвард додав міст для розділення перехресних транспортних потоків і отримав нову транспортну розв'язку. Департаменту доріг було надано два варіанти розв'язки — дешеву, добре відому і випробувану схему кільцевої розв'язки та зовсім нову схему «листка конюшини». На велике здивування Делано, департамент обрав для впровадження саме «листок конюшини».
Відразу після спорудження розв'язка Вудбріджа стала відомою. Її порівнювали за значущістю з моделлю автомобіля Ford Model T. А відомий щотижневик «Engineering News-Record» («ENR») розмістив статтю про цю розв'язку на головній сторінці випуску («„CLOVERLEAF“ CROSSING FIRST IN THE WORLD. Unique State Highway Intersection Meet Modern Yet Designed By Engineers», листопад 1931), відсунувши замітку про греблю Гувера на задню сторінку. На початку 2000-х років була пропозиція включити цю розв'язку до Національного реєстру історичних місць Америки, але міркування безпеки руху переважили та її кардинально перебудували.
Першу розв'язку на захід від Міссісіпі відкрили 20 серпня 1931, на перехресті Watson Road і Lindbergh Boulevard поблизу Сент-Луїса.
Уже через вісім років у США налічувалося понад 125 перехресть типу «листка конюшини» і найбільше їх було в Каліфорнії.
«Листок конюшини» став настільки популярним на перехрестях американських доріг, що сенатор від Монтани Лі Меткалф (англ. Lee Metcalf) якось заявив: «Листок конюшини став нашим національним символом».
Спочатку для водіїв було незвично, що для повороту ліворуч на 90° потрібно повернути праворуч на 270°. До цього потрібно було призвичаїтися і зрозуміти логіку руху. Розв'язка Вудбріджа проіснувала з незначними вдосконаленнями аж до 1995 року. Але вузькі дороги, відсутність смуг прискорення й сповільнення, аварійний стан моста потребували кардинальної перебудови, що й було зроблено на початку 2000-х років і коштувало 320 мільйонів доларів.
У Канаді перша схема побудована на перехресті першої автомагістралі QEW і Highway 10 (зараз — Hurontario Street) у Port Credit (зараз Місісага). На початку Highway 10 пролягав через QEW. 1962 року QEW додали колекторні смуги, наявний міст не вписувався в габарит і перехрестя перебудували таким чином, що QEW стала проходити через Hurontario Street. Під час наступного розширення QEW (2008—2010) розв'язка набула вигляду гібриду «листка конюшини» і «ромба», з одною лівоповоротною тричетвертною рампою).
У Європі патент на «листок конюшини» виданий у Швейцарії 15 жовтня 1928 року. А перша розв'язка Slussen відкрилася для проїзду в жовтні 1935 року у Стокгольмі (Швеція).
Через рік подібна з'явилася поблизу Лейпцига (Німеччина) на перехресті сучасних автобанів A 14 й A 9. Після останніх перебудов додалася пряма рампа для потоків Захід→Південь. Це зробило зайвим відповідну тричетвертну рампу. У результаті остання використовується лише для розвороту назад (Захід→Схід).
Така ж схема існує і на перехресті автобанів A 1 і A 2 поблизу Дортмунда, але в ній зайва тричетвертна рампа закрита для проїзду.

## Розрахункові параметри та дорожні знаки
У випадку, коли дороги, які перехрещуються, мають різну категорію та різну розрахункову швидкість руху, — петлеві рампи матимуть різний радіус кривини. Лівоповоротна рампа для з'їзду з дороги вищої категорії матиме значно більший радіус. Кругова рампа не є геометричним колом. Вона завжди починається й закінчується клотоїдами (спіральними кривими), між якими можуть бути ділянки кругових кривих постійного радіуса або спряжені комбінації кругових і прямих.
У найбільш типовій схемі кругова рампа має формулу: 50 м клотоїди + 234 м кругової кривої + 50 м клотоїди.
Мінімальна розрахункова швидкість руху на лівоповоротних рампах однакова у стандартах різних країн і становить 50 км/год, мінімальний радіус горизонтальної кривої для такої швидкості становить 50 м. Екзотично великим є «листок конюшини» поблизу Міжнародного аеропорту Шарджі (Об'єднані Арабські Емірати), у якому петлеві рампи мають радіус 100 м.
Через малі радіуси кривих рампи мають максимальні величини віражів. Зазвичай, найбільший поперечний похил становить 60 ‰. У міських умовах, де швидко прибирається сніг та дорожнє покриття обробляється проти утворення ожеледі, а також у безсніжних районах максимальний похил допускається до 80 ‰.
У більшості країн на рампах «листка конюшини» не вимагається встановлення знаків рекомендованої швидкості чи її обмеження. Провінція Онтаріо в Канаді — одна з винятків, де на всіх рампах встановлено знаки рекомендованої швидкості. Зазвичай, вона на 10 км/год менша від максимальної швидкості, на яку розраховувалася геометрія рампи.
Автомобільні дороги не облаштовують знаками про тип чи форму наступної транспортної розв'язки.
Для простих схем це зайве, а складні надто заплутані. Тому обмежуються лише знаками напрямку руху. У деяких країнах додають знаки рекомендованої швидкості руху на рампах (Канада) та попереджувальні знаки про рампу на 270° (США, Канада).

## Переваги
«Листок конюшини» є найпростішим способом розділити дві дороги на різні рівні, для чого споруджують лише один міст. Жодна рампа не потребує моста, проте всі площі, обмежені рампами, зазвичай містять принаймні одну водоприймальну споруду (колодязь) або водопропускну трубу.
Однією з переваг, яка не була метою такої схеми, є те, що водій, який мав намір повернути праворуч, але пропустив перший з'їзд (пряма рампа), може скористатися наступним з'їздом (петлевою рампою) відразу за півсотні метрів, потім знову двома подібними рампами і виїхати в потрібному напрямку. Окрім того, скориставшись двома лівоповоротними рампами, можна повернути назад.
Інша особливість листка конюшини — рухаючись лише петлевими рампами, на ньому можна нескінченно кружляти по замкненій траєкторії. Таку особливість ще має дворівнева кільцева розв'язка
Зона всередині петлевих рамп може бути використана для спорудження ставка-відстійника або для відсипки ґрунту, якщо він непридатний для рекультивації. Рекордсменом з раціонального використання внутрішніх площ є перехрестя автомагістралей HWY427 і HWY409 (Торонто), де у петлевих рампах влаштовано два великі ставки-відстійники, кожен на 10 тисяч кубометрів води. Вони очищають зливову воду перед скиданням її до річки Міміко.
У Франції всередині кругових рамп часто влаштовують випаровувальні басейни, як, наприклад, на розв'язці поблизу аеропорту Шарля де Голля.
Українські технічні норми передбачають влаштування ставків-відстійників для талих та зливових вод, проте в Україні немає прикладів їхнього спорудження у петлях транспортних розв'язок. Натомість, у США та Канаді це передбачено стандартами і широко практикується.

## Недоліки
Принциповими недоліками «листка конюшини» є:
- довший шлях для транспорту, що повертає ліворуч,
- перехрещення (переплетення) транспортних потоків (англ. weaving),
- мала довжина ділянки, на якій авто повинні змінити смугу руху,
- значна площа відчуження землі.

Якщо відсутні колекторні смуги, то додатковими недоліками є:
- перехрещення транспортних потоків на головних дорогах,
- подвійні з'їзди з головних доріг,
- проблеми, пов'язані з розміщенням інформаційно-вказівних знаків.

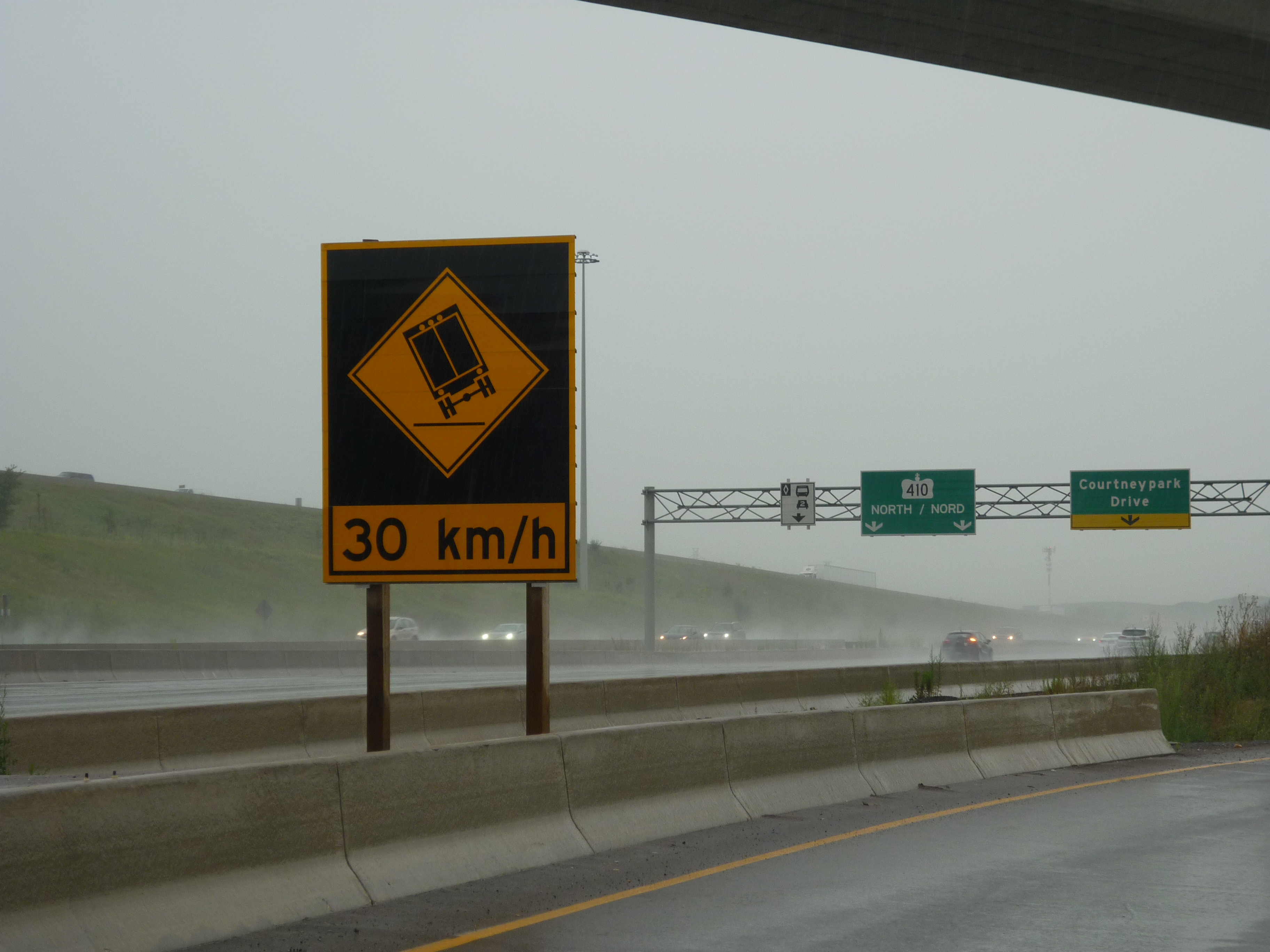
Попередження про небезпеку перекидання вантажівки на петлевій рампі.

Довжина шляху по петлевій рампі швидко зростає зі збільшенням розрахункової швидкості авто. Для рампи, розрахованої на швидкість руху 32 км/год (радіус кривої 33 м), додатковий шлях становить 198 м, а для швидкості 40 км/год (R=52 м) додатковий шлях збільшується до 305 м. Тобто збільшення розрахункової швидкості на 8 км/год викликає збільшення віддалі проїзду на 50 %. Площа під петлеву рампу зростає у четвертому степені від розрахункової швидкості. Наприклад, підвищення швидкості на 50 % вимагає збільшення площі відведення у 5 разів (500 %).
Інший, неочевидний ефект — збільшення розрахункової швидкості на лівоповоротній рампі призводить до збільшення часу руху по ній. Уся перевага більшої швидкості з надлишком перекривається більшою довжиною рампи. Для оптимального вирішення потрібно знаходити компроміс між збільшенням швидкості проїзду, збільшенням часу, віддалі та більшою площею відведення землі. На підставі досвіду вважають, що раціональними радіусами лівоповоротних рамп є 30-50 м для доріг із дозволеною швидкістю до 80 км/год, і R=50-75 м для доріг з вищою швидкістю руху.
Окрім того, вимагаються додаткові смуги прискорення, сповільнення і для перелаштування між смугами руху. А це, зі свого боку, вимагає довших і ширших мостів.

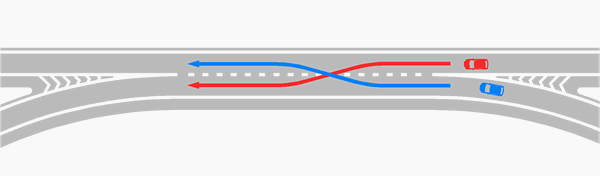
Перехрещення (або переплітання — weaving) транспортних потоків на ділянці між двома лівоповоротними рампами.
Авто, що з'їжджають з автомагістралі (червона лінія), зменшують швидкість руху, натомість авто, що виїжджають на автомагістраль (синя лінія), розганяються, створюючи конфлікт між транспортними потоками.

На кривих малого радіуса існує небезпека перекидання довгобазових вантажних автомобілів, зокрема тягачів із напівпричіпами, якщо вони перевищують максимально дозволену швидкість на лівоповоротних рампах (25 миль/год, 40 км/год). Повністю завантажені сорокатонні трейлери не можуть легко маневрувати і швидко проїжджати рампи малих радіусів, не викочуючись за межі проїзної частини. Особливо нетерплячі водії легкових авто інколи пробують обігнати неповороткі трейлери на кривих, що в умовах недостатньої видимості для водія вантажівки часто створює аварійні ситуації.
Найбільшим недоліком даної схеми є те, що авто, які виїжджають на дорогу з лівоповоротної рампи, перехрещуються з транспортним потоком, який збирається з'їжджати на наступну петлеву рампу. Складність конфлікту полягає в тому, що на відносно короткій ділянці між цими рампами (зазвичай, близько 50 м) два транспортні потоки міняються місцями. Одні авто, що з'їжджають з рампи, намагаються розігнатися від швидкості 40 до 80—90 км/год, щоб влитися в основний транспортний потік, а інші пригальмовують, щоб зменшити швидкість з 90 до 40  км/год і безпечно з'їхати на наступну рампу.
У звіті Департаменту транспорту штату Вірджинія 1999 року окремо зазначено, що ділянки перехресного руху в повних та неповних «листках конюшини» є найбільш критичними компонентами.
Це не становить проблеми, якщо лівоповоротний рух порівняно невеликий, але коли сумарна інтенсивність на двох суміжних лівоповоротних рампах наближається до 1000 авто/год, це призводить до зменшення швидкості й до пониження рівня зручності руху. Частково ця проблема може бути вирішена облаштуванням колекторних смуг, паралельних з основною дорогою. Стандарти Федеральної адміністрації автодоріг США (англ. Federal Highway Administration) не рекомендують застосування петлевих рамп, якщо очікувана інтенсивність руху на них перевищує 1000 авто/год.
Переплетення потоків між петлевими рампами обмежує кількість смуг на цих рампах. Коротка ділянка перелаштування не дозволяє здійснювати маневри через дві смуги, тому петлеві рампи мають зазвичай лише одну смугу руху з теоретичною пропускною спроможністю в межах від 800 до 1200 авт/год (вище значення для випадку, коли відсутні довгобазові тягачі та розрахункова швидкість є вищою за 50 км/год). Тобто пропускна спроможність одної лівоповоротної рампи є обмежувальним фактором застосування «листка конюшини».
Існує лише кілька прикладів петлевої рампи з двома смугами руху. І всі вони застосовувалися лише для неповних «листків конюшини», тобто там, де з'їзні та в'їзні транспортні потоки не перетиналися. Першою такою рампою був з'їзд з автомагістралі HWY401 на дорогу Weston Rd (Торонто, 1966). Згодом її переробили на одну смугу. Такою ж була доля й інших двосмугових рамп у Ванкувері та Маямі. Із тих, що збереглися, дві розташовуються в Атланті (I-75S & I-285W, Holcomb Bridge Rd & Turner McDonald Pkwy).
Представник Адміністрації федеральних доріг у статті «Листок конюшини, який зробив історію, незабаром сам відійде в історію» висловився так
|  | «Листок конюшини» має невисоку репутацію серед дорожніх інженерів. Є приклади, коли він не надає достатнього простору, щоб здійснити маневр безпечно, ефективно та комфортно. Оригінальний текст (англ.) Cloverleaves are not held in high regard among highway engineers. In some instances, it does not give sufficient space to make the maneuver safely and efficiently and comfortably. |

Аналізуючи аварійність на перехрестях доріг, департамент транспорту Вірджинії у 1999 році звітував, що «Повна схема „листка конюшини“ має більшу кількість аварій, ніж будь-який інший вид дворівневої розв'язки».

## Спад популярності «листка конюшини»
Коли через два-три десятиліття недоліки «листка конюшини» стали очевидними, різкий сплеск його популярності змінився критикою.
Заступник директора Департаменту Транспорту Каліфорнії заявив, що будівництво таких розв'язок у Південній Каліфорнії «було не найкращим рішенням».
Зараз розв'язки типу «листка конюшини» на автомагістралях майже не споруджують. Натомість для лівоповоротних з'їздів улаштовують рампи меншої кривини і без переплітання транспортних потоків. У випадку, коли перехрещуються дороги різних категорій, облаштовують розв'язки типу ромб, паркло чи світлофорно-тунельну. Утім, на дорогах нижчих категорій, «листок конюшини» ще інколи знаходить застосування.
Такі ж схеми реалізують і при реконструкції наявних «листків конюшини».
Багато з них перебудовують на інші схеми. Каліфорнія, яка була рекордсменом зі спорудження «листків конюшини», стала найшвидше потерпати від них. Наприклад, ділянка 710-го гайвею у Лонг-Біч завдовжки 3,5 км має три «листки конюшини» і є однією з найбільш закоркованих доріг у штаті. З бюджету виділені мільярди доларів для реконструкції наявних схем, а в настановах з проєктування автомагістралей вказується, що «листки конюшини» є небажаними і можуть застосовуватися тільки в окремих випадках і лише з колекторними смугами.
Нормативні документи передбачають, що рампи, які з'єднують автомагістралі, повинні проєктуватися на розрахункову швидкість не нижчу, ніж 70—80 % від швидкості на автомагістралі. У більшості випадків це становить 85—95 км/год. Тобто петлеві рампи неприпустимі на перехрестях автомагістралей.

## Модифікації та світовий досвід

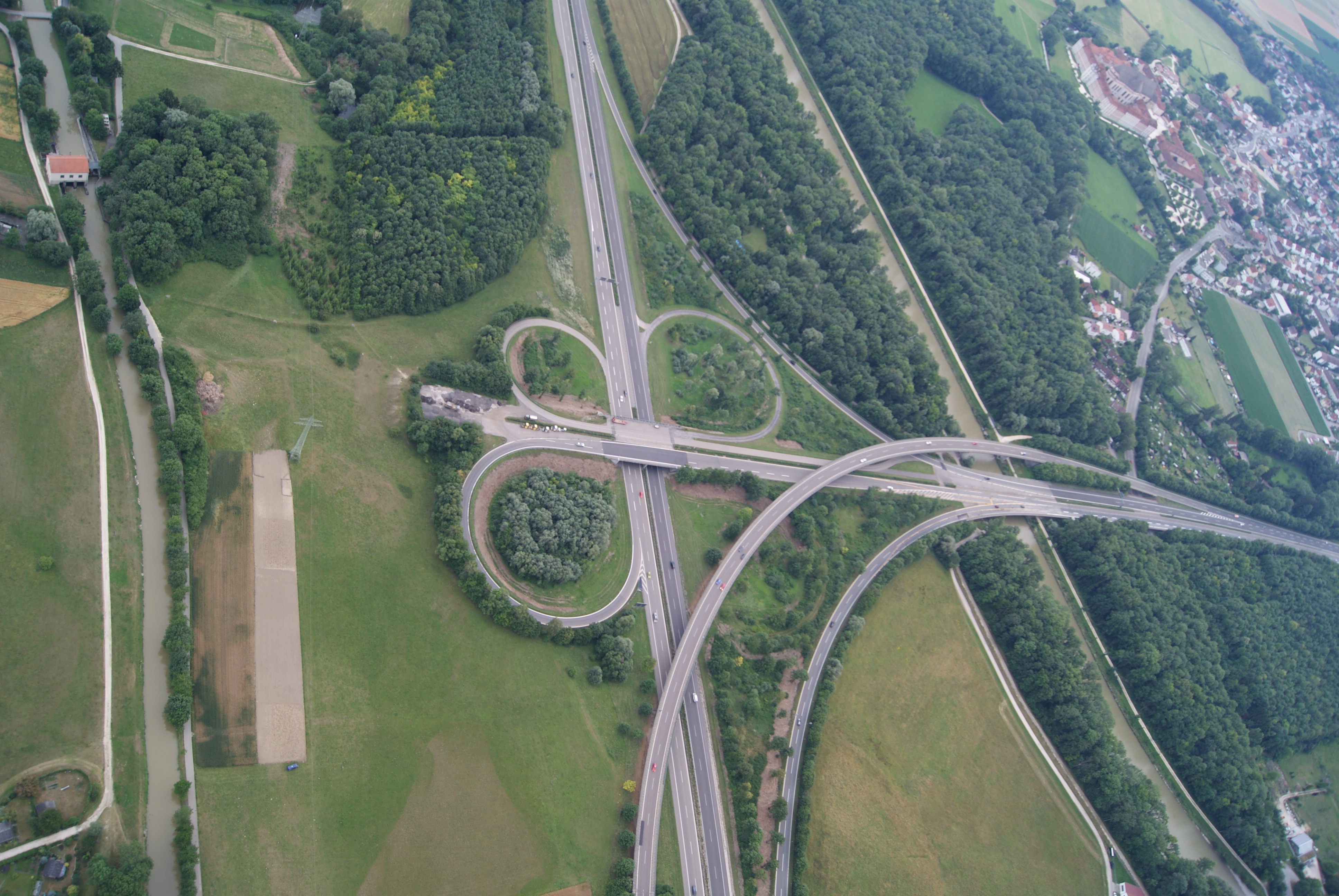
Недобудований «листок конюшини» поблизу Нового Ульма (Німеччина).
У такому вигляді з 1981 року

Для збільшення пропускної спроможності схему модифікують, адаптуючи її до місцевих умов. Але будь-яка адаптація передбачає додавання чогось — шляхопроводів, додаткових рамп, або видовження стандартних, а це значно збільшує вартість схеми. Наприклад, одна пряма турбінна рампа вимагає спорудження двох додаткових шляхопроводів, а схема із двома симетричними рампами, крім основного шляхопроводу, потребує ще шість додаткових.
Перебудови транспортних розв'язок надзвичайно дорогі. Наприклад, запланована заміна двох петлевих рамп на дві турбінні у «листку конюшини» на півдні Саскатуна (Саскачеван, Канада) у 2018 році оцінювалася у 280 мільйонів доларів і передбачалося, що коли настане час реконструкції, ця сума значно зросте.
Існує один приклад повністю покинутого «листка конюшини» — на перехресті Tri-Borough Rd і New Jersey Route 24 у штаті Нью-Джерсі. Інший приклад недобудованого листка — перетин автошляхів  і  поблизу Нового Ульма (Німеччина).
На початку 60-х років минулого століття в Північній Америці майже перестали споруджувати розв'язки за схемою повного «листка конюшини», а наявні розв'язки поступово перебудовували за схемою Parclo-A.
В Онтаріо, наприклад, із десятків «листків конюшини» на автомагістралях 400-ї серії залишився лише один повний листок поблизу Бельвіля, головним чином тому, що його видовжена форма створює довші смуги перелаштування між лівоповоротними рампами (близько 100 м).
Це рідкісний приклад розв'язки такого типу, у якій рампові з'їзди об'єднані в дороги з двостороннім рухом.
Модифікації «листка конюшини»
| Схема | Опис                                                                | Приклади застосування |
| ----- | ------------------------------------------------------------------- | --- |
|       | Стандартна схема                                                    | Тернопільська об'їзна дорога на виїзді до Бережан Львівська об'їзна дорога на виїзді до Стрия |
|       | Збільшений радіус рампи                                             | Schkeuditzer Kreuz поблизу аеропорту Лейпцига. Перехрестя доріг М-9 і E95 (Псковська обл., Росія) |
|       | Додаткова рампа — від правоповоротної через суміжну петлеву         | Frankfurter Kreuz поблизу аеропорту Франкфурт-на-Майні Autobahnkreuz Köln-West поблизу Кельна Autobahnkreuz Aachen поблизу Аахена |
|       | Додаткові зв'язки між рампами для аварійного з'їзду                 | МКАД при виїзді до Вязьми |
|       | Видовжені петлеві рампи                                             | Kreuz Uckermark поблизу Пренцлау HWY401 & HWY62 північніше Бельвіля Об'їзна дорога навколо Донецька |
|       | Неповний «листок конюшини»                                          | Autobahndreieck Darmstadt поблизу Франкфурта-на-Майні Розв'язка біля Кишинева (Молдова) Об'їзна дорога навколо Вологди Розв'язка біля Мічурінська (Росія)                                                                             |
|       | «Листок конюшини» з турбінною рампою                                | Autobahnkreuz Alzey поблизу Франкфурта-на-Майні Kamener Kreuz МКАД на перехресті з A104 Об'їзна навколо Рівного поблизу зоопарку Об'їзна навколо Воронежа (Уся турбіна винесена на шляхопровід завдовжки 800 м.) Об'їзна навколо Рима |
|       | «Листок конюшини» з напівпрямою рампою                              | Дуйсбург (Німеччина) |
|       | «Листок конюшини» з напівпрямою рампою та внутрішньою прямою рампою | |
|       | Змішана форма «листка конюшини» і «мальтійського хреста»            | Schönefelder Kreuz Бранденбург |
|       | «Листок конюшини» з внутрішньою лівоповоротною турбіною             | HWY95 & HWY695 Балтимор HWY70 & HWY77 Кембридж (Огайо) I-96 & US-24 Детройт |

У Німеччині «листок конюшини» є найпоширенішою схемою. У німецькій класифікації 30-х років ХІХ століття ця розв'язка отримала назву «Ренесанс».
Велика Британія спочатку не поспішала з впровадженням «листка конюшини», а коли місцеві спеціалісти у 60-х роках минулого століття звернули увагу на неї, то її недоліки вже почали переважати. Значна вартість земельних ділянок робила «листок конюшини» економічно невигідним. Англія — одна з небагатьох високорозвинених країн, де на автомагістралях немає жодного «листка конюшини». І лише три такі розв'язки були споруджені на другорядних дорогах у місцевостях із порівняно негустою на той час забудовою і невисокими цінами на землю. З них в експлуатації залишилося лише дві — у Реддитчі
та поблизу Лівінгстона.
Австралія не має жодного повного «листка конюшини».
У Радянському Союзі проєкт першого «листка конюшини» виконали 1936 року для перехрестя доріг Москва — Мінськ та Вітебськ — Смоленськ, а спорудили розв'язку лише після Другої світової війни. Московська кільцева автомобільна дорога, відкрита для руху у 1962 році, мала 8 повних «листків конюшини» (загалом на ній було 42 перехрестя). Зараз усі «листки конюшини» на МКАД перебудовують на інші схеми.
В Україні налічується понад 50 «листків конюшини». Ця схема ще вважається актуальною й ефективною, і наявна у багатьох перспективних проєктах.